# Вила дел Монте (Пезаро и Урбино)
Вила дел Монте је насеље у Италији у округу Пезаро и Урбино, региону Марке.
Према процени из 2011. у насељу је живело 64 становника. Насеље се налази на надморској висини од 263 м.